# Cryptanthus bibarrensis
Cryptanthus bibarrensis är en gräsväxtart som beskrevs av Elton Martinez Carvalho Leme. Cryptanthus bibarrensis ingår i släktet Cryptanthus, och familjen Bromeliaceae. Inga underarter finns listade i Catalogue of Life.